# 214863 Seiradakis
214863 Seiradakis è un asteroide della fascia principale. Scoperto nel 2006, presenta un'orbita caratterizzata da un semiasse maggiore pari a 2,7644146 au e da un'eccentricità di 0,0490751, inclinata di 4,50189° rispetto all'eclittica.